# Оранжевая
Ора́нжевая (англ. Orange River; африк. Oranjerivier, Ораньерифир) — река в южной Африке, седьмая по протяжённости на континенте. Берёт начало в Драконовых горах в Лесото, протекает в основном в ЮАР, в низовьях образует границу с Намибией, впадает в Атлантический океан. Длина реки по разным данным от 2100 до 2250 км. Площадь водосборного бассейна — 973 000 км² (по другим данным — 855 000 км²). Крупнейший приток — река Вааль.

## Этимология
Первым исследователем реки в 1777—1779 годах стал офицер голландской армии, командир кейптаунского гарнизона шотландец Роберт Гордон. Он и назвал реку в честь правителя Голландии принца Вильгельма V Оранского и всей Оранской династии — нидерл. Oranjerivier или англ. Orange River — «Оранская река». Но голландское oranje и английское orange также имеют значение «оранжевый», и при русской передаче гидроним был калькирован: река Оранжевая. Ошибочность такого решения очевидна: русское название династии «Оранская», а оно же в составе гидронима — «Оранжевая». Однако переводная форма «Оранжевая» стала традиционной, от неё образованы другие названия, и её изменение связано с трудностями.

## Описание

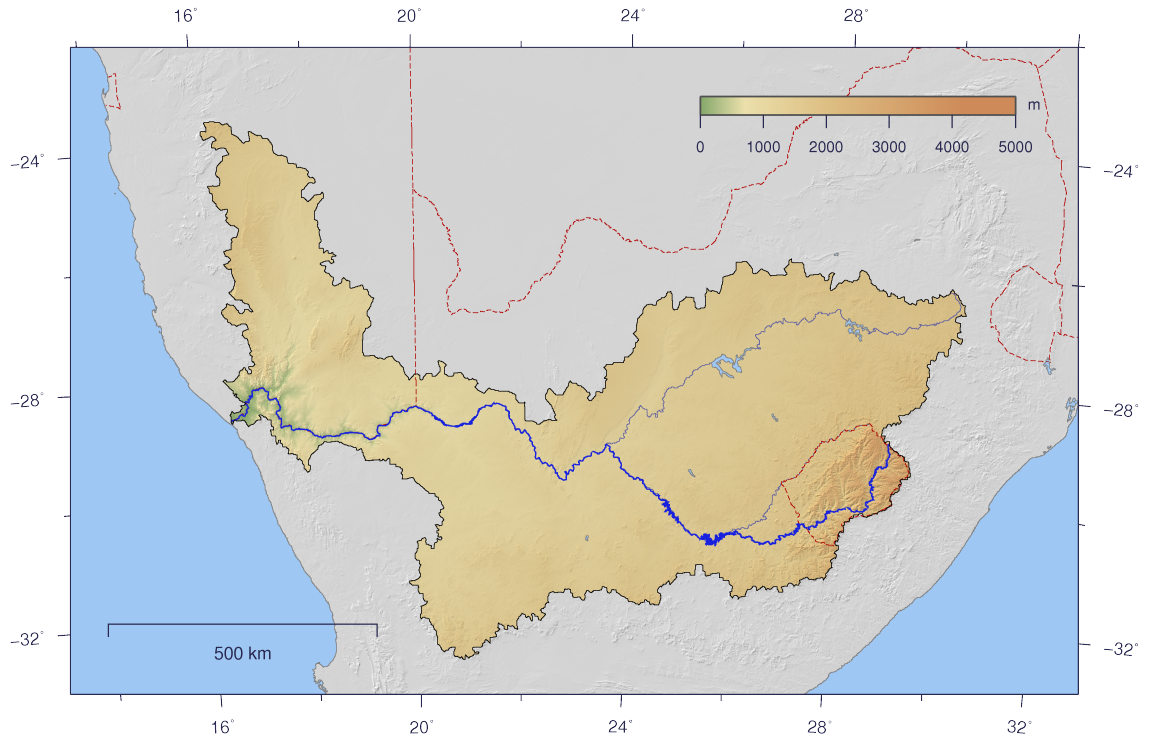
Водосборный бассейн реки

Истоки реки находятся на границе между Королевством Лесото и южноафриканской провинцией Квазулу-Натал в горах Малути, Таба-Пуцоа и Драконовых горах на высотах около 3300 м.
На реке Оранжевая располагается известный 148-метровый водопад Ауграбис (ЮАР).

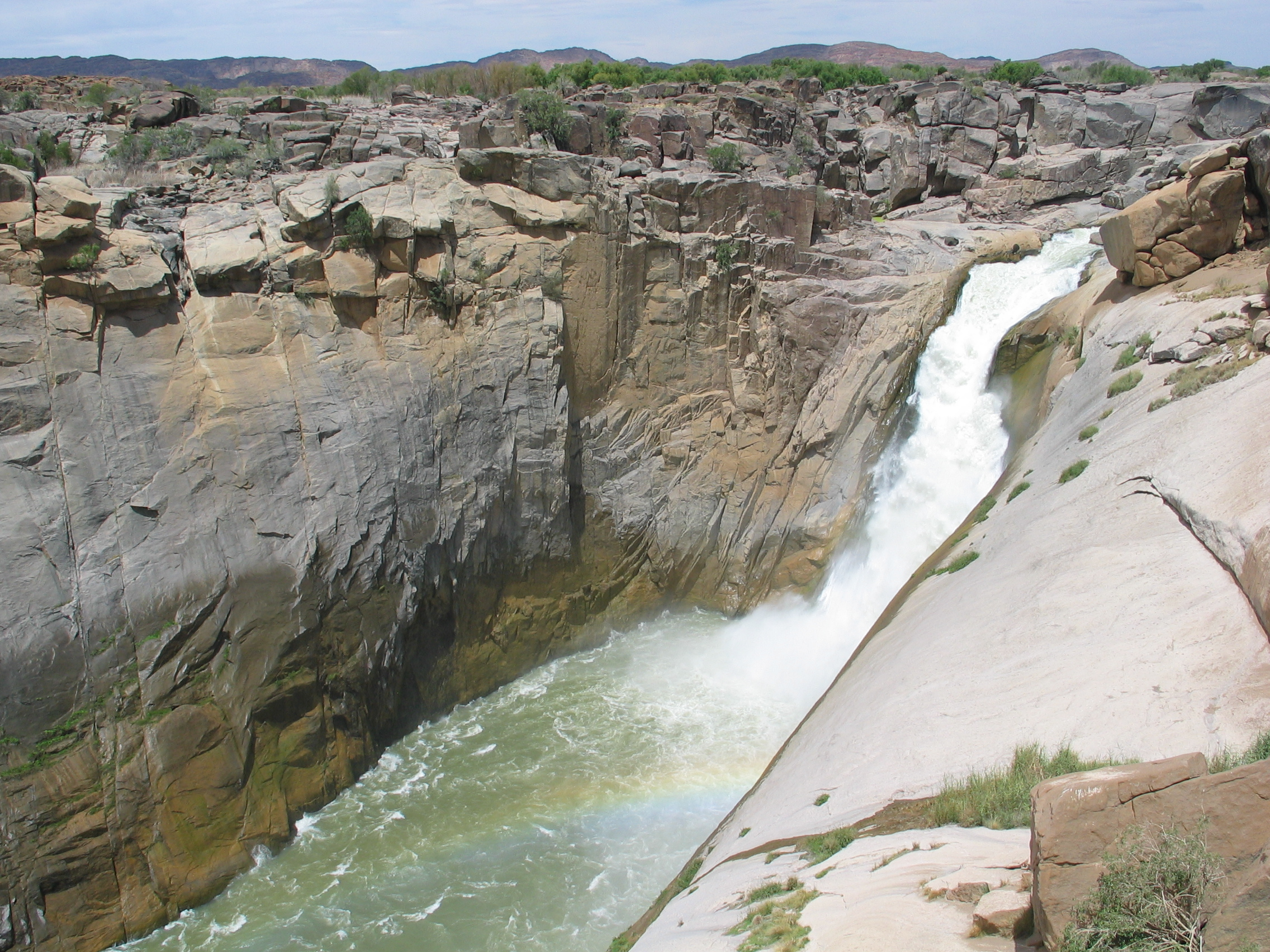
Ауграбис

Река Оранжевая (с притоком Вааль) течёт к западу через Северо-Капскую провинцию и далее в узком ущелье вдоль границы с Намибией устремляется к Атлантическому океану, при впадении в который образует песчаный бар. На южном берегу устья расположен город Александер-Бей.

## Особенности

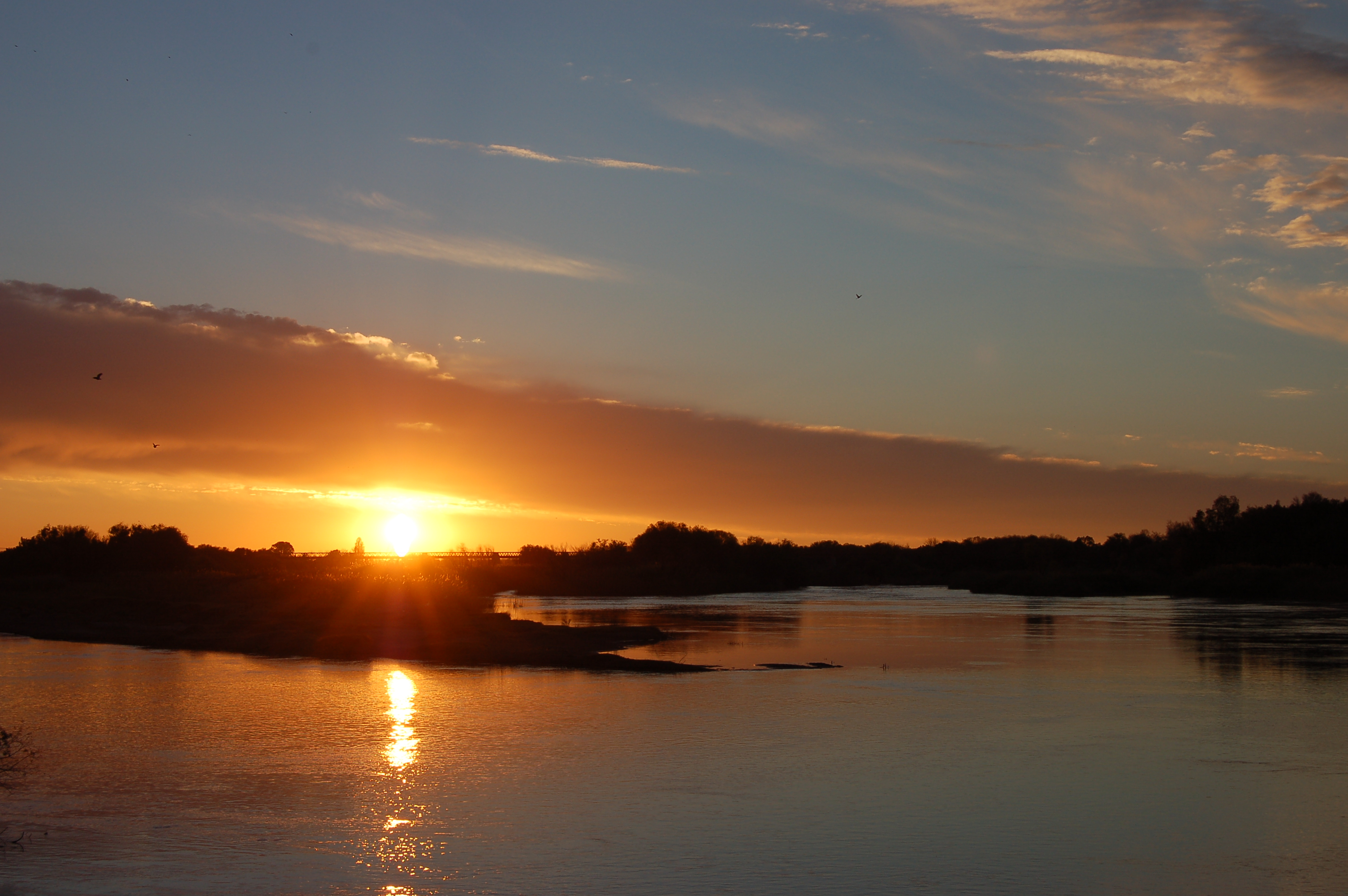
Заход солнца над рекой

Протекающая через пустыню река существует благодаря большому уровню осадков в её верховьях: истоки Оранжевой реки имеют бассейн 30 тыс. км² при среднегодовом количестве осадков более 2000 мм. В сухое время года уровень воды снижается, но в период дождей Оранжевая превращается в бурный коричневый поток. Низовья реки засушливы, в районе устья выпадает около 50 мм осадков в год.
Оранжевая не судоходна: в верховьях множество порогов и быстрое течение, в низовьях судоходству препятствуют мели и перекаты. В верхнем течении река формирует естественную границу между северными и южными провинциями ЮАР, а также границу ЮАР с Королевством Лесото, а в нижнем течении — границу ЮАР с Намибией.
Река играет важную роль в экономике ЮАР, обеспечивая водоснабжение сельскохозяйственных районов и выработку электроэнергии расположенными на ней гидроэлектростанциями. Главной трудностью для развития гидроэнергетики является обилие речных наносов, быстро забивающих участки реки с гидротехническими сооружениями.

## Режим реки
Питание реки в основном дождевое. Режим паводковый, значительно меняется год от года, в целом характеризуется летним половодьем с октября по июнь с максимумом в феврале — мае и сильной зимней меженью (июль — сентябрь). В среднем течении река зарегулирована водохранилищами Хендрик-Фервурд и Ле-Ру (Вандерклуф). В среднем и нижнем течении значительны потери воды на испарение и фильтрацию. Среднегодовой расход воды в створе гидропоста Фиулсдриф в нижнем течении — около 146 м³/с.

## Основные притоки
- Правые: Макхаленг, Каледон, Вааль, Молопо, Фиш.
- Левые: Телле, Край, Сикау, Брак, Хартбис[3].

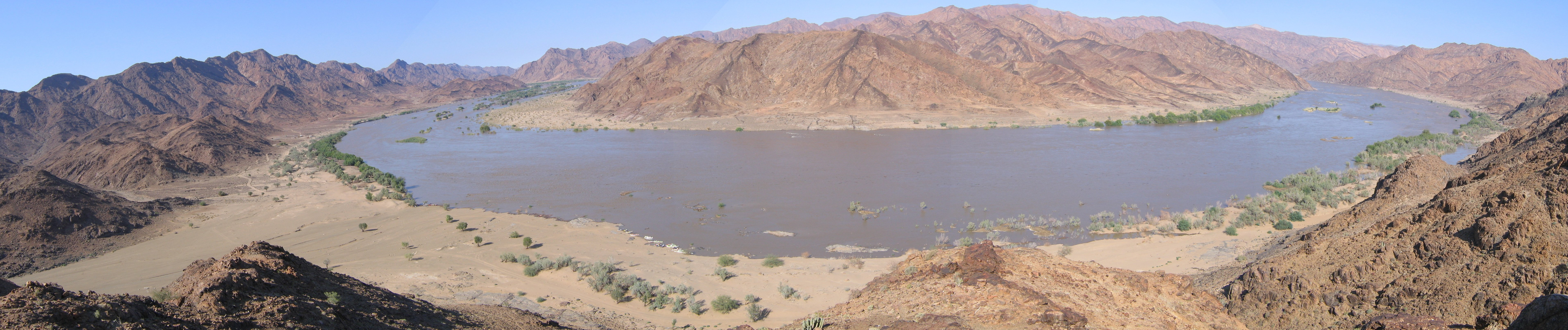
Панорама реки Оранжевой с холма